# Wardensville
Wardensville est une ville américaine située dans le comté de Hardy en Virginie-Occidentale.
Selon le recensement de 2010, Wardensville compte 271 habitants. La municipalité s'étend sur 0,33 milles carrés (0,85 km2).
D'abord appelée Trout Run, la ville est fondée en 1832. Selon certains historiens, elle doit son nom à Jacob Warden, son premier commerçant. Pour d'autres, elle est nommée en référence au Fort Warden, fondé par William (ou Jacob) Warden au milieu du XVIIIe siècle. Wardensville devient une municipalité en 1879.